# Деднове
Деднове (біл. Дзеднава) — зупинний пункт Могильовського відділення Білоруської залізниці в Могильовській області. Розташований у місті Бобруйськ; на лінії Бобруйськ — Рабкор, поміж станцією Бобруйськ і зупинним пунктом Туголиця.